# Vibrio
Vibrio är ett släkte av gramnegativa bakterier. Släktet Vibrio är stavformiga bakterier med svagt krökta celler.
I släktet ingår Vibrio cholerae, en patogen bakterie som orsakar asiatisk kolera. 

## Exempel
Vibrio cholerae orsakar kolera. 
Vibrio vulnificus kan finnas i vatten. Bakterien kan orsaka gastroenterit ifall man äter dåligt tillagad fisk. Fiskare kan råka ut för cellulit ifall de får in bakterien i ett sår på huden.

## Vibrioner
Korta och spiralformiga, oregelbundet formade bakterier som kan påminna om ett kommatecken benämns generellt på svenska som vibrioner. Namnet kommer av familjen Vibrionaceae, där bland annat släktet Vibrio ingår.